# Yolande von Montferrat
Yolande von Montferrat (* 1273/74; † 1317 in Drama) war eine Tochter des Markgrafen Wilhelm VII. von Montferrat und dessen zweiter Ehefrau Beatrix von Kastilien. Yolande war auch als Violante bekannt, wie ihre Großmutter mütterlicherseits, Violante von Aragón.
Als zweite Ehefrau des Kaisers Andronikos II. Palaiologos war sie von 1284 bis 1317 (gekrönt 1286) mit dem Namen Irene  Kaiserin des byzantinischen Reichs.  

## Leben

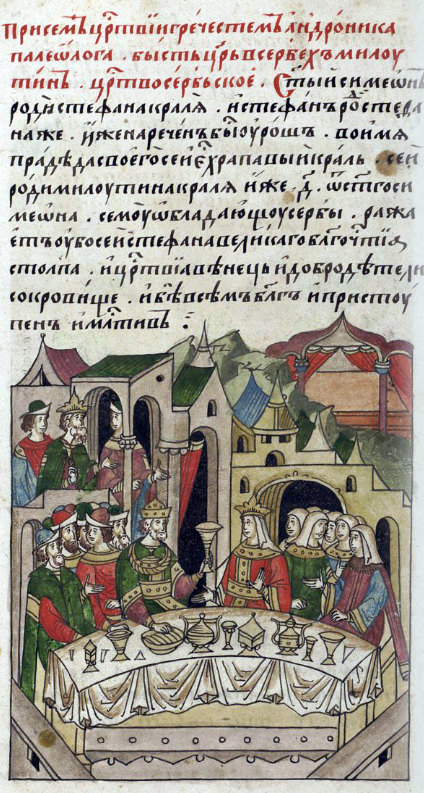
Hochzeit Simonida Palaiologinas mit Stefan Uroš I. Milutin in Thessaloniki. Russische Miniatur aus der Illustrierten Chronik Iwans IV. (Лицевой летописный свод), 1568–1576

Irene wurde 1284 als Zehnjährige mit dem gerade verwitweten Kaiser Andronikos II. Palaiologos verheiratet, von ihrem Vater erhielt sie dazu den Titel und Erbrechte einer „Königin von Thessaloniki“ als Mitgift. Das Königreich Thessaloniki wurde 1204 als Folge des vierten Kreuzzuges von ihrem Ur-Urgroßvater, Bonifatius von Montferrat, gegründet. Allerdings ging es ihrer Familie bereits 1224 wieder verloren, weshalb es von da an nur noch in ihrer Titulatur erhalten blieb. Mit der Übertragung des Titels auf Irene verzichtete das Haus Montferrat nun auf seine Rechte an diesem nicht mehr existenten Königreich zugunsten des byzantinischen Kaisers, womit sich dieser wiederum des Besitzes von Thessaloniki sicherer fühlen konnte.
Aus der Ehe mit Andronikos II. gingen mehrere Kinder hervor, von denen vier das Erwachsenenalter erreichten:
- Johannes Palaiologos († 1307)
- Theodoros Palaiologos († 1338), Markgraf von Montferrat
- Simonida Palaiologina († 1340), ⚭ 1300 mit dem König der Serben Stefan Uroš II. Milutin († 1321)
- Demetrios Palaiologos († nach 1343)

Nach der Geburt ihres ersten Sohnes im Jahr 1286 wurde Irene formell zur Kaiserin gekrönt. Der griechische Historiker Nikephoros Gregoras überlieferte ein sehr negatives Charakterbild über sie. So sei Irene mit zunehmendem Alter intrigant, herrschsüchtig und arrogant geworden. Auch habe sie mit ihren auf sich selbst wie auch auf ihre Söhne bezogenen Ambitionen dem Staat geschadet. Irene verfolgte Pläne bezüglich einer Erbfolge ihrer Söhne im Kaisertum und damit gegen ihren Stiefsohn Michael IX., was allerdings 1303 zum Bruch mit ihrem Mann führte. Sie zog nach Thessaloniki, von wo aus sie im Bunde mit ihrem serbischen Schwiegersohn fortan gegen ihren Mann agierte, wenngleich erfolglos. Ihr zweiter Sohn konnte 1305 die Erbfolge in der Markgrafschaft Montferrat antreten und somit den italienischen Zweig des byzantinischen Kaiserhauses der Palaiologen begründen.
Irene starb 1317 nach einem Fieber auf ihrem Landsitz in Drama und wurde auf Veranlassung ihrer Tochter im Pantokrator-Kloster von Konstantinopel bestattet. Die Dichter Manuel Philes und Theodoros Metochites verfassten je ein Poem auf ihr Leben.